# Poul Ruders
Poul Ruders (født 27. marts 1949 i Ringsted) er en dansk komponist.
Poul Ruders er uddannet organist, men som komponist hovedsageligt selvlært. Han har opnået stor berømmelse i udlandet, ikke mindst for sine orkesterværker. Operaen Tjenerindens fortælling blev en stor succes både i Danmark og i udlandet.
Hans opera Proces Kafka havde premiere i marts 2005 i Operaen og Dancer in the Dark, bygget på filmen med samme navn, i 2010.
Poul Ruders har komponeret fem symfonier. Den fjerde symfoni An organ symphony (Dansk: En orgelsymfoni), med en fremtrædende stemme for orgel, er et internationalt bestillingsværk bestilt af Dallas Symphony Orchestra i samarbejde med Odense Symfoniorkester og City of Birmingham Symphony Orchestra. Verdenspremieren fandt sted i Dallas, Texas, den 20. januar 2011

## Kendte værker
- Opera
  - Tjenerindens fortælling (The Handmaid's Tale)
  - Proces Kafka
  - Dancer in the Dark
- Orkester
  - Concerto in Pieces
  - Fem symfonier
    - 1989: Symfoni nr. 1 ("Himmelhoch jauchzend - zum Tode betrübt")[2]
    - 1996: Symfoni nr. 2 ("Symphony and Transformation")[3]
    - 2006: Symfoni nr. 3 ("Dream Catcher")[4]
    - 2008: Symfoni nr. 4 ("An organ symphony")[5]
    - 2013: Symfoni nr. 5 ("Ring of Fire")[6]

## Hædersbevisninger
- 2010: Ridderkorset af 1. grad af Dannebrogordenen